# Los Mojarras
Los Mojarras è un gruppo musicale della provincia di El Agustino, Lima in Perù, formatosi nel 1992. Hanno pubblicato il loro primo album nello stesso anno, intitolato Sarita Colonia, e attualmente producono musica e si esibiscono. Sono stati politicamente attivi attraverso la loro musica, dando voce a realtà e punti di vista politici.

## Storia
La loro musica è definita rock peruviano, tuttavia Luis A. Ramos-Garcia, professore e ricercatore di teatro latinoamericano e musica popolare dell'Università del Minnesota, descrive la loro musica come una "miscela di Chicha o cumbia peruviana, cumbia andina e stile afro-peruviano”. Il loro stile musicale include anche miscele di musica rock. Analizzata criticamente, la musica dei Mojarras, può essere pensata come una forma di "transcultura", in cui l'emergere di culture miste si esprime attraverso la mescolanza di ritmi musicali. Questo tipo di musica può anche essere descritto come una forma di ibridazione culturale, in cui la musica e la sua scena sono diventate una nuova produzione culturale nata da molteplici culture esistenti o significati condivisi. Jesus-Martin Barbero, un ricercatore e filosofo ha affermato che "la musica è il risultato del meticciato, la deformazione profana di una forma autentica". Appropriato in termini musicali, il meticciato può riferirsi alle miscele di musica diversa prodotta come risposta alle formazioni di nuove identità sociali; e nella ricerca dell'appartenenza da parte delle nuove generazioni di migranti andini nelle capitali. Questa miscela di musica è stata suonata principalmente dai "discendenti di migranti andini, cresciuti e/o nati in grandi città come Lima, in Perù". Questi migranti provengono dalle aree rurali del Perù e si trasferiscono in città modernizzate, spesso costretti dalle circostanze economiche. I testi dei Mojarras vanno dai temi della società quali la migrazione forzata nelle principali città ed esperienze della classe operaia. Il loro genere musicale è stato riconosciuto come una forma di "nuova soggettività musicale da parte degli urbani andini emarginati", che si esprimevano per la prima volta, all'interno della musica "chicha" che riguardava principalmente l'amore o il romanticismo, rabbia, arbitrio, questioni politiche e preoccupazioni. Questi artisti hanno anche portato “l'attenzione ai problemi situati all'interno del modello egemonico creolo-spagnolo mantenuto dalle classi privilegiate”, raccontando attraverso la musica i conflitti tra "Limeños" e migranti andini, che sorgono all'interno della città di Lima.

## Nostalgia Provinciana
La canzone "Nostalgia Provinciana" offre un esempio dell'ibridità culturale creata dalle migrazioni andine verso Lima.
C'è un'immagine ricorrente di un uomo indigeno, vestito come la rappresentazione europea di Gesù Cristo sulla croce che riconosce o ricorda la colonizzazione delle Americhe attraverso l'introduzione del cattolicesimo e il suo risultante meticciato. La croce a cui è attaccato è in realtà un palo del telefono e si trova ai margini della città a guardare come se osservasse quello che è successo sia alla sua gente che alla sua nuova casa. Questo può essere rappresentativo della ricolonizzazione delle popolazioni indigene da parte delle moderne aspettative della società che seguono un modello creolo-spagnolo che esclude gran parte della cultura dei migranti andini. Il video mostra anche l'ibridità culturale nei diversi tipi di abbigliamento indossati dal popolo andino in città, abiti moderni o contemporanei e abiti indigeni più tradizionali. Questo mostra come, anche se la diaspora degli andini indigeni vive ora in un ambiente diverso da quello nativo e hanno adottato molte delle usanze egemoniche come le mode più moderne, rendono ancora omaggio alle loro radici. Un esempio potrebbe essere il modo in cui indossano ancora le huarache con stili di abbigliamento contemporanei, che rappresentano il modo in cui sono ancora radicati nella loro cultura e storia. I migranti andini che vivono a Lima hanno formato un'identità ibrida in cui sono una parte sia della città che della “provincia” rurale e una parte di nessuna delle due allo stesso tempo; dimostrando una coscienza meticcia.
"Ahi se va una generacion de pueblos de migrantes/ Que vivieron un mundo diferente / A las de sus padres a la de nuestros abuelos/ Asistieron a colegios con gente de ciudad/ Fusionando sus costumbres".
Il testo della canzone menziona il processo di come i migranti andini, attraverso generazioni di adattamento migratorio, hanno stabilito un senso di identità, ma ancora lottano per mantenere un senso di appartenenza. La prima strofa della canzone rivela lo spostamento attraverso le loro esperienze di migranti. Le persone hanno dovuto lasciare le zone rurali e trasferirsi in città per poter sopravvivere, ottenere un'istruzione e trovare opportunità economiche.

## Formazione
- Hernan Condori "Cachuca" (voce, chitarra)
- Felipe Ascárate (Basso)
- Ricardo Centeno (chitarra solista)
- Ismael Carhuanina (batteria)
- Miguel Málaga (tastiere)
- Jorge Bravo (percussioni)

## Discografia
- Sarita Colonia (1992)
- Ruidos en la Ciudad (1994)
- Opera Salvaje Para Tribus Urabanas (1995)
- Todos Contra la Pared en Vivo (1998)
- Tour Perrada (1998)